# GJ 9827
GJ 9827 — звезда в созвездии Рыб. Находится на расстоянии около 99 световых лет от Солнца. Вокруг звезды обращается, как минимум, три планеты (суперземли).

## Характеристики
GJ 9827 представляет собой звезду 10 видимой звёздной величины, её не видно невооружённым глазом. Впервые она упоминается под наименованием BD-02°5958 в каталоге Durchmusterung немецкого астронома Фридриха Аргеландера, опубликованном в 1863 году. В настоящий момент более распространено обозначение звезды из каталога Глизе, составленном Вильгельмом Глизе в XX веке. Это оранжевый карлик, имеющий массу и радиус, равные 62% и 63% солнечных соответственно. Температура поверхности звезды составляет около 4085 кельвинов.

## Планетная система
При массе суперземли GJ 9827 b равной 8,2±1,5 массы Земли и радиусе 1,64±0,22 радиуса Земли, её средняя плотность составит ок. 10 г/см³. В атмосфере субнептуна GJ 9827 d радиусом 1,96±0,08 радиуса Земли с помощью космического телескопа Хаббла обнаружили водяной пар. При этом температура поверхности планеты составляет 425 градусов по Цельсию.